# Zinc Alloy and the Hidden Riders of Tomorrow
Albums de Marc Bolan & T. Rex
Tanx
(1973) Light of Love
(1974)
Zinc Alloy and the Hidden Riders of Tomorrow est le neuvième album studio de T. Rex, sorti en février 1974.

## Titres
Toutes les chansons sont de Marc Bolan.

### Face 1
1. Venus Loon – 3:01
2. Sound Pit – 2:50
3. Explosive Mouth – 2:26
4. Galaxy – 1:48
5. Change – 2:47
6. Nameless Wildness – 3:06
7. Teenage Dream – 5:45

### Face 2
1. Liquid Gang – 3:17
2. Carsmile Smith & the Old One – 3:16
3. You've Got to Jive to Stay Alive – Spanish Midnight – 2:35
4. Interstellar Soul – 3:26
5. Painless Persuasion v. the Meathawk Immaculate – 3:26
6. The Avengers (Superbad) – 4:28
7. The Leopards Featuring Gardenia and the Mighty Slug – 3:36

## Musiciens
- Marc Bolan : chant, guitare
- Jack Green : guitare
- B. J. Cole : guitare pedal steel
- Steve Currie : basse
- Danny Thompson : contrebasse
- Lonnie Jordan : claviers
- Tony Visconti : mellotron, arrangements des cordes, mix, production
- Bill Legend : batterie
- Mickey Finn : percussions
- Pat Hall, Gloria Jones, Big Richard : chœurs